# Pilumnus hirtellus
Il granchio peloso (Pilumnus hirtellus (Linnaeus, 1761)) è un crostaceo decapode appartenente alla famiglia Pilumnidae, diffuso nell'Atlantico orientale, dal Mare del Nord fino a Capo Verde, nel Mediterraneo e nel Mar Nero.

## Descrizione
Carapace bruno, convesso, ricoperto come gli arti e le chele di setole pelose giallo-brune. A volte di colore tendente al rosso. Una particolarità evidente di questo crostaceo è la differenza dimensionale tra le due chele: normalmente la chela destra risulta essere più grande della sinistra.

## Biologia

### Alimentazione
Si nutre soprattutto di alghe delle rocce vive, non disdegna carcasse di pesci e avannotti.

## Distribuzione e habitat
Comune in tutto il Mar Mediterraneo, su fondali rocciosi o caratterizzati da detriti, fin dalla riva marina che a buone profondità, normalmente intorno ai 40 metri ma anche oltre.